# La donna del treno
La donna del treno è una miniserie televisiva italiana diretta da Carlo Lizzani, in onda per la prima volta in due puntate nel 1999 su Rai 2.

## Trama
Una donna viaggia su uno scompartimento di un treno e a fianco a lei si siede un giovane con cui, quasi subito, scocca la scintilla: una volta arrivati a destinazione il ragazzo si accorge che la giovane signora ha dimenticato un libro e così la segue fino a casa sua per riconsegnarlo. Quando i due sono soli nella casa di lei, di fatto senza essersi neppure presentati, finiscono ben presto nelle braccia l'uno dell'altra e passano un'intensa notte d'amore. All'alba il ragazzo se ne va.
Sempre all'alba di quella stessa mattina intanto viene ucciso un uomo nel proprio garage e ben presto si scopre che si tratta del fratello del giovane del treno. La donna del treno è però un magistrato e si trova a indagare sul delitto, che potrebbe anche essere stato commesso dal suo giovane amante di quella notte.